# Thoma Avrami
Thoma Avrami (ur. 1869 w Korczy, zm. 1943) – albański nauczyciel, działacz Albańskiego Przebudzenia Narodowego.

## Życiorys
W 1889 roku został nauczycielem w pierwszej albańskiej szkole w Korczy. W 1903 roku zaczął wydawać dwutygodnik Përlindja Shqiptare, utworzył także slogan Shqipëria Shqiptarëve (pol. Albania dla Albańczyków, które zostało przyjęte przez Balli Kombëtar; rok później wraz z Foqionem Turtullim wydawał w Kairze czasopismo Besa.
Uczestniczył w kongresie manastirskim, który odbył się w 1908 roku.